# Sphaerarthrum mossmanni
Sphaerarthrum mossmanni là một loài bọ cánh cứng trong họ Cantharidae. Loài này được Macleay miêu tả khoa học năm 1887.